# (24997) Petergabriel
(24997) Petergabriel est un astéroïde de la ceinture principale découvert le 23 juillet 1998 par OCA-DLR Asteroid Survey à Caussols, Alpes-Maritimes.
Il a été nommé en l'honneur du musicien rock britannique Peter Gabriel.